# Linned
Linned er tekstil af hørfibre. Linned er særdeles holdbart og produktionen er arbejdskrævende.
Ordet "linned" er oprindelig en substantivering af et gammeldags adjektiv, "linned", som er intetkøn af ældre dansk linnæn ("af hør") og beslægtet med "lin",  der er et andet ord for "hør".
Den tidligere udbredte anvendelse af linned har ført til at ordet benyttes i sammensætninger som "sengelinned".

## Historie
For omkring 8.000 år siden begyndte hørfrøene gradvis at blive større, et klart tegn på, at de er blevet dyrket. Der er fundet 7.500 år gamle hørtekstiler fra Israel. Babylonerne, assyrerne og egypterne fremstillede linned. Vægmalerier i gravkammeret i Dashur-pyramiden syd for Giza viser, hvordan hør blev dyrket for 5.000 år siden. Mumier er fundet svøbt i fint linned. I Schweiz og Østrig er der fundet tove og tekstiler af hør fra yngre stenalder, omkring 5.000 år gamle. I Skandinavien var hør måske først en madplante (hørfrø er i maven hos danske moselig). I Norge fandt man hør på en boplads i Fløksand i Meland fra 300-tallet. Man finder ellers sjældent linned ved arkæologiske udgravninger, da hørfibre består af næsten ren cellulose og nemt går i opløsning. Fundene i Schweiz er fra et område med stærkt kalkholdig jord, som er egnet til at bevare celluloseholdigt materiale. 
I det gamle Egypten var tøjet som regel af linned. I Tutankhamons grav fandt man linned.  Linnedet kunne også være plisseret, som i en tunika fra omkring 2000 f.Kr.  Kvinder gik med en kjole kaldt kalasiris. Velstående kvinder fik den syet af linned så fint vævet, at det næsten var gennemsigtigt.  På malerier og statuer er kjolen holdt oppe af to stropper, den er helt tætsiddende og følger kroppens linjer, som om stoffet var elastisk. Det er umuligt med linned, der har en tendens til at hænge løst og nærmest slasket. Kjoler, der er fundet i egyptiske gravkamre, er syet sammen i den ene side og holdes ikke oppe af stropper, men af et livstykke med ærmer. I modsætning til de kjoler, man ser i egyptisk kunst, er de fundne linnedskjoler løsthængende og skjuler kroppens konturer snarere end fremhæver dem. 